# Allium stearnii
Allium stearnii es una especie de planta bulbosa geófita del género Allium, perteneciente a la familia de las amarilidáceas.

## Descripción
Bulbo de 1,5 a 2 cm, ovoide o esférico. Túnica externa membranosa. Bulbillos, elípticos, acuminados. Tallo cilíndrico de hasta un metro de altura. Hojas más cortas que el tallo, lineares, cilíndricas a semicilíndricas, envainando la mitad del tallo. Espata con 2 brácteas muy desiguales; la mayor más larga que la inflorescencia; la menor de hasta 5 cm, más corta que esta; largamente acuminadas (terminada en punta) , persistentes. Inflorescencia 3-5 cm de diámetro, densa, esférica, rara vez hemisférica u ovoide, con brácteolas entre los pedicelos florales. Pedicelos de entre 0,7 y 2,5 cm, desiguales, más largos que los tépalos. Perigonio campanulado, haciéndose elíptico a obovoide en la maduración. Tépalos blancos o amarillento-rosados, haciéndose amarillento-pajizo al secarse la flor. Los Estambres exertos (sobresalen de la flor); anteras y polen amarillo. Ovario elipsodeo.
Observaciones
Especie que es difícil de diferenciar de Allium paniculatum las inflorescencias de A. stearnii son algo más nutridas y más densas que las de A. paniculatum y los tépalos algo más cortos. Tiene el inconveniente además de que ambos taxones tienen una distribución muy semejante en la península ibérica.
Distribución
Endemismo de la península ibérica se localiza en el sur, centro y este; no está presente en el norte y oeste.
Hábitat
Herbazales de talud, bordes de camino y cultivo; (0)350-800(1800) m
Ecología
Herbazales subnitrófilos

## Taxonomía
Allium stearnii fue descrito por Julio Enrique Pastor Díaz & Benito Valdés Castrillón, en Rev. Allium Penins. Iber 1983 (Revisión del género Allium (Liliaceae) en la Península Ibérica e Islas Baleares)
Etimología
stearnii; en honor al botánico inglés William T. Stearn (1911 - 2001) monógrafo del género Allium
Sinonimia
- Allium paniculatum subsp. stearnii (Pastor & Valdés) O.Bolòs, Masalles & Vigo